# Goniothalamus sesquipedalis
Goniothalamus sesquipedalis är en kirimojaväxtart som först beskrevs av Nathaniel Wallich, och fick sitt nu gällande namn av Joseph Dalton Hooker och Thomas Thomson. Goniothalamus sesquipedalis ingår i släktet Goniothalamus och familjen kirimojaväxter. Inga underarter finns listade i Catalogue of Life.